# Sinfonia n. 103 (Haydn)
La sinfonia n. 103 Mit dem Paukenwirbel in mi bemolle maggiore, Hob. 1/103, è l'undicesima delle dodici sinfonie dette di Londra, scritte da Franz Joseph Haydn (sebbene con tale appellativo si identifichi, piuttosto arbitrariamente, la sola sinfonia n. 104). Questa sinfonia è spesso indicata dalla locuzione "col rullo di timpani", per via della lunga rullata affidata a tale strumento in apertura del primo movimento.

## Composizione e prima esecuzione
La sinfonia n. 103 risale al periodo del soggiorno londinese di Haydn (dal 1791 al 1792 e poi dal 1794 al 1795): in particolare, fu composta durante l'inverno 1794-1795. Il soggiorno a Londra fu fortemente voluto dal pubblico musicale britannico, che bene conosceva le opere del compositore austriaco e che lo accolse con entusiasmo. Il periodo trascorso a Londra si sarebbe rivelato come uno dei più felici e fertili nella vita di Haydn, che al tempo aveva già passato i sessant'anni e che poté ottenere introiti consistenti, oltreché coltivare numerose amicizie e conoscenze mondane.
La prima della sinfonia "col rullo di timpani" si tenne al His Majesty's Theatre il 2 marzo 1795, come parte di una serie di concerti intitolata Opera Concerts. L'orchestra fu insolitamente grande per il periodo, arrivando a contare circa 60 musicisti. Il compito della direzione fu diviso tra Giovanni Battista Viotti  e lo stesso Haydn, il quale sedeva al fortepiano. Con le premesse di cui sopra, è facile immaginare che l'esecuzione fu un successo.
Scrisse il Morning Chronicle:
(È stata eseguita un'altra ouverture [da intendersi nel senso di sinfonia] del fertile ed incantante Haydn; il quale, come sempre, ha continui colpi di genio, sia nella melodia che nell'armonia. L'introduzione ha suscitato la più profonda attenzione, l'Allegro ha incantato, l'Andante è stato bissato, i Minuetti – specialmente il trio – erano giocosi e dolci e l'ultimo movimento è stato pari, se non superiore, ai precedenti.)
Sul Sun si lesse, invece «HAYDN's new Overture was much applauded. It is a fine mixture of grandeur and fancy ... the second movement was encored.»
(La nuova ouverture di Haydn è stata molto applaudita. Si tratta di una raffinata combinazione di grandezza e di fantasia… il secondo movimento è stato bissato.)
Haydn, successivamente, eseguirà la sinfonia a Vienna: per tale occasione provvedette ad un piccolo taglio nel movimento finale, generalmente rispettato ancora oggi dai direttori d'orchestra.
Fin dalla prima, la sinfonia "col rullo di timpani" fu tra le preferite del repertorio sinfonico del compositore austriaco, e da allora è frequentemente eseguita e registrata. Nel 1831, Richard Wagner ne curò un arrangiamento per pianoforte.
Generalmente, l'esecuzione dura circa mezz'ora.

## Organico
La sinfonia prevede l'impiego di due flauti, due oboi, due clarinetti, due fagotti, due corni, due trombe, timpani e archi.

## Movimenti
La sinfonia è articolata secondo lo schema classico a quattro movimenti; in particolare, i movimenti sono i seguenti:
1. Adagio – Allegro con spirito
2. Andante più tosto allegretto
3. Menuetto
4. Allegro con spirito

### Primo movimento. Adagio – Allegro con spirito
Dopo l'apertura affidata ai timpani, gli strumenti bassi eseguono un tema piuttosto triste di apertura:
Come diversi commentatori hanno fatto notare, le prime quattro note corrispondono al canto del Dies Irae.
In queste lente battute introduttive affiora lo spirito di Haydn nel suo tardo periodo londinese, attraversato da stati d'animo pensosi, melanconici e depressivi che ne mettono alla prova l'ottimismo, esprimendosi stavolta in un sottile distacco che si rivolge al più schietto umorismo inglese; un senso nuovo, lievemente scettico dell'ironia, lievemente scettico se vogliamo, continua quindi a governare la dinamica leggerezza dell'Allegro iniziale, mentre gli altri movimenti della sinfonia riprenderanno tonalità severe, notturne, tristi e preoccupate, prima di sfociare in un vigoroso Finale che maschererà dietro apparenze scherzose una gran quantità di timori, incertezze e domande senza risposta.
Il vivace movimento che segue questa introduzione è in un tempo di 6/8 e si presenta in forma sonata, caratterizzata da un'esposizione monotematica. Esso riprende più volte il tema iniziale, eseguito con maggior velocità: la ripetizione del tema anche nella coda del movimento origina una struttura utilizzata qualche anno prima anche da Wolfgang Amadeus Mozart nel suo quintetto per archi in mi maggiore, K 593 (1790). Qualche anno più tardi, anche Ludwig van Beethoven riproporrà tale struttura formale nella sonata per pianoforte n. 8 op. 13, meglio nota come “Patetica”, caratterizzata da una forte unicità tematica, grazie a “ponti modulanti” costituiti dalle frasi del tema iniziale.

### Secondo movimento. Andante più tosto allegretto
Il secondo movimento si presenta nella forma della doppia variazione, alternando temi variati in do minore ed in do maggiore, e termina con una coda. La doppia variazione è stata la forma musicale predilette da Haydn per un ventennio circa; ma quella proposta in questo movimento, assieme al trio per pianoforte H. XV:23 (del medesimo anno), costituisce l'ultima scritta dal compositore.
Pare probabile che Haydn trasse questi temi musicali da canzoni folkloristiche croate che lui conosceva.
A livello di partitura, si nota l'assenza dei clarinetti ed un lungo assolo di violino.

### Terzo movimento. Menuetto
Il Menuetto è stato composto nella tonalità di mi bemolle maggiore. Charles Rosen, in The classical Style, scelse proprio questo movimento a supporto della tesi che il minuetto dell'era classica spesso presentasse prime battute molto forti, in netto contrasto con il ritmo più fluido del minuetto barocco.

### Quarto movimento. Finale: Allegro con spirito
Il finale, che presenta il consueto ritmo veloce, è strutturato in forma di rondò; come il primo movimento, esso presenta un'esposizione monotematica e si apre con una sorta di frase- rituale, in questo caso affidata al corno:
Segue una pausa, poi la chiamata del corno viene ripetuta come accompagnamento del tema principale e, per tutto il movimento, ritorna come una sorta di eco.
Come i temi del secondo movimento, anche la melodia di apertura è stata rivendicata da Franjo Kuhač, il quale sostenne che Haydn l'avesse attinto dalla tradizione popolare croata, in questo caso da un brano chiamato "Divojčica potok Gazi", ("Una bambina avanza su un ruscello").
H. C. Robbins Landon osservò come questo finale fosse uno dei più lunghi delle sinfonie di Londra; ebbe a definirlo:
"one of the great tours-de-force, formally speaking, of Haydn's career: the creation of a long movement on a single theme in which our interest never flags; on the contrary, it is a Finale of unusual tension and strength."
(“Uno dei più grandi tour de force, formalmente parlando, della carriera di Haydn: la creazione di un lungo movimento su un singolo tema tale che non solo il nostro interesse non si affievolisce, ma che anzi costituisce un finale di inusuali forza e tensione.”)
Fatto piuttosto insolito per Haydn, egli modificò il quarto movimento dopo che lo ebbe completato: in particolare rimosse tredici battute verso la fine. La partitura originale autografata conserva queste battute; essa modulano la tonalità di do bemolle ed includono un momento di riposo mediante le marcature di piano e pianissimo. Sempre Robbins Landon suggerì che Haydn potrebbe aver rimosse tale passaggio poiché “would hold up the course of the movement” (“avrebbe come trattenuto l'andamento del movimento). La sinfonia è tuttavia occasionalmente eseguita con l'inclusione del passaggio cancellato: un esempio è costituito dalle incisioni di Antal Doráti e di Frans Brueggen.